# Blå kyrkan
Sankta Elisabets kyrka, slovakiska Kostol svätej Alžbety, känd som Blå kyrkan (Modrý kostolík), är en romersk-katolsk kyrkobyggnad i Staré Mesto i Bratislava, helgad åt den heliga Elisabet av Ungern.

## Kyrkans historia
Kyrkan uppfördes mellan 1909 och 1913, efter ritningar av den ungerske arkitekten Ödön Lechner, en av de tidiga företrädarna för den ungerska secessionen. Han ritade även den närbelägna skolan och prästbostaden. Kyrkans torn är 36,8 meter högt. Huvud- och sidoportalerna har kopplade romanska pelare.
Kyrkan har en oval grundplan. Högaltarmålningen framställer den heliga Elisabet, som ger allmosor åt de fattiga.
I Mini-Europa i Bryssel finns en modell av kyrkan.

## Bilder
| - Fasaden. - Mosaiken ovanför kyrkans huvudportal. - Blå kyrkan i Mini-Europa i Bryssel. |

### Webbkällor
- ”Kirche St. Elisabeth (Blaue Kirche)” (på tyska). Architekturdatenbank. Arkiverad från originalet den 8 juni 2018. https://www.webcitation.org/701Xv4QB5?url=https://www.nextroom.at/building.php?id=18025. Läst 8 juni 2018.